# Shameless (britische Fernsehserie)/Episodenliste

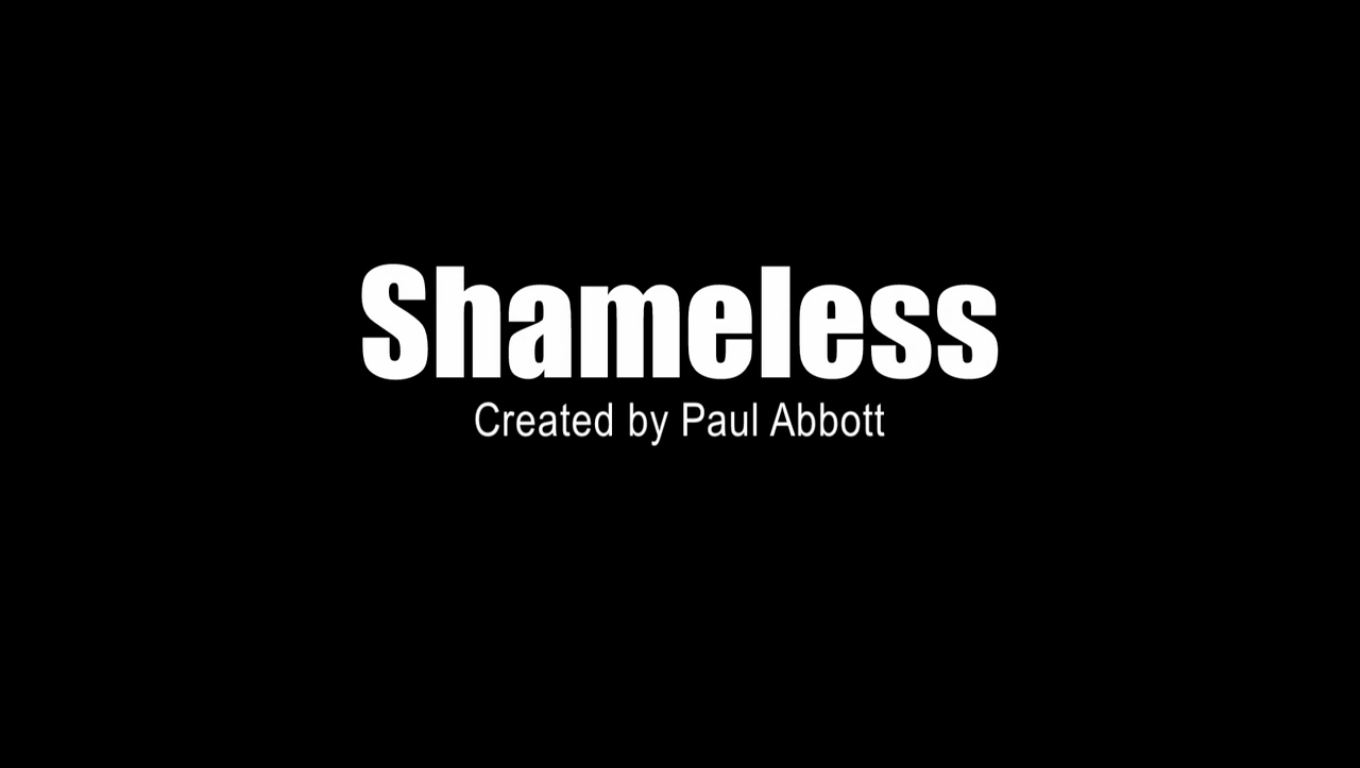
Logo zur Serie

Diese Episodenliste enthält alle Episoden der britischen Dramaserie Shameless, sortiert nach der britischen Erstausstrahlung. Zwischen 2004 und 2013 entstanden in elf Staffeln 139 Episoden mit einer Länge von jeweils etwa 60 Minuten.

## Übersicht
| Staffel | Episodenanzahl | Erstausstrahlung UK | Erstausstrahlung UK | Deutschsprachige Erstausstrahlung | Deutschsprachige Erstausstrahlung |
| Staffel | Episodenanzahl | Staffelpremiere     | Staffelfinale       | Staffelpremiere                   | Staffelfinale                     |
| ------- | -------------- | ------------------- | ------------------- | --------------------------------- | --------------------------------- |
| 1       | 7              | 13. Januar 2004     | 24. Februar 2005    |                                   |                                   |
| 2       | 10             | 4. Januar 2005      | 8. März 2005        |                                   |                                   |
| 3       | 8              | 10. Januar 2006     | 21. Februar 2006    |                                   |                                   |
| 4       | 8              | 9. Januar 2007      | 27. Februar 2007    |                                   |                                   |
| 5       | 16             | 1. Januar 2008      | 15. April 2008      |                                   |                                   |
| 6       | 16             | 27. Januar 2009     | 12. Mai 2009        |                                   |                                   |
| 7       | 16             | 26. Januar 2010     | 11. Mai 2010        |                                   |                                   |
| 8       | 22             | 10. Januar 2011     | 25. Oktober 2011    |                                   |                                   |
| 9       | 11             | 9. Januar 2012      | 13. März 2012       |                                   |                                   |
| 10      | 10             | 12. September 2012  | 1. November 2012    |                                   |                                   |
| 11      | 14             | 26. Januar 2013     | 28. Mai 2013        |                                   |                                   |

## Staffel 1
Die Erstausstrahlung der ersten Staffel war vom 13. Januar bis zum 24. Februar 2004 auf dem britischen Fernsehsender Channel 4 zu sehen. Eine deutschsprachige Erstausstrahlung wurde noch nicht gesendet.
| Nr. (ges.) | Nr. (St.) | Deutscher Titel | Originaltitel                   | Erstausstrahlung UK | Deutschsprachige Erstausstrahlung (—) | Regie          | Drehbuch            |
| ---------- | --------- | --------------- | ------------------------------- | ------------------- | ------------------------------------- | -------------- | ------------------- |
| 1          | 1         | —               | Meet The Gallaghers             | 13. Jan. 2004       | —                                     | Mark Mylod     | Paul Abbott         |
| 2          | 2         | —               | We're Going to The Moon         | 20. Jan. 2004       | —                                     | Jonny Campbell | Paul Abbott         |
| 3          | 3         | —               | We're Getting Married           | 27. Jan. 2004       | —                                     | Jonny Campbell | Daniel Brocklehurst |
| 4          | 4         | —               | Abduction                       | 3. Feb. 2004        | —                                     | Mark Mylod     | Paul Abbott         |
| 5          | 5         | —               | Affairs                         | 10. Feb. 2004       | —                                     | Mark Mylod     | Carmel Morgan       |
| 6          | 6         | —               | Monica Comes Home (Part 1 of 2) | 17. Feb. 2004       | —                                     | Dearbhla Walsh | Paul Abbott         |
| 7          | 7         | —               | Dead (Part 2 of 2)              | 24. Feb. 2004       | —                                     | Dearbhla Walsh | Paul Abbott         |

## Weihnachtsspecial
Das einzige Weihnachtsspecial der Serie wurde am 23. Dezember 2004 auf Channel 4 ausgestrahlt.
| Nr. (ges.) | Nr. (St.) | Deutscher Titel | Originaltitel           | Erstausstrahlung UK | Deutschsprachige Erstausstrahlung (—) | Regie          | Drehbuch    |
| ---------- | --------- | --------------- | ----------------------- | ------------------- | ------------------------------------- | -------------- | ----------- |
| 8          | 1         | —               | Christmas In Chatsworth | 23. Dez. 2004       | —                                     | Jonny Campbell | Paul Abbott |

## Staffel 2
Die Erstausstrahlung der zweiten Staffel fand vom 4. Januar bis zum 8. März 2005 auf dem britischen Fernsehsender Channel 4 zu sehen. Eine deutschsprachige Erstausstrahlung wurde noch nicht gesendet.
| Nr. (ges.) | Nr. (St.) | Deutscher Titel | Originaltitel          | Erstausstrahlung UK | Deutschsprachige Erstausstrahlung (—) | Regie          | Drehbuch            |
| ---------- | --------- | --------------- | ---------------------- | ------------------- | ------------------------------------- | -------------- | ------------------- |
| 9          | 1         | —               | Grandad                | 4. Jan. 2005        | —                                     | David Evans    | Paul Abbott         |
| 10         | 2         | —               | Eric                   | 11. Jan. 2005       | —                                     | Peter Lydon    | Daniel Brockelhurst |
| 11         | 3         | —               | The Garden Competition | 18. Jan. 2005       | —                                     | Peter Lydon    | Daniel Brockelhurst |
| 12         | 4         | —               | The Big Day            | 25. Jan. 2005       | —                                     | Dearbhla Walsh | Paul Abbott         |
| 13         | 5         | —               | Crooks and Robbers     | 1. Feb. 2005        | —                                     | Dearbhla Walsh | Phil Nodding        |
| 14         | 6         | —               | Welcome to the Family  | 8. Feb. 2005        | —                                     | Dearbhla Walsh | Daniel Brockelhurst |
| 15         | 7         | —               | Joey Dawson?           | 15. Feb. 2005       | —                                     | David Evans    | Amanda Coe          |
| 16         | 8         | —               | Against The Odds       | 22. Feb. 2005       | —                                     | David Evans    | John Griffin        |
| 17         | 9         | —               | Sister, Sister         | 1. März 2005        | —                                     | Dearbhla Walsh | Daniel Brockelhurst |
| 18         | 10        | —               | True Love              | 8. März 2005        | —                                     | Dearbhla Walsh | Paul Abbott         |

## Staffel 3
Die Erstausstrahlung der dritten Staffel war vom 10. Januar bis zum 21. Februar 2006 auf dem britischen Fernsehsender Channel 4 zu sehen. Eine deutschsprachige Erstausstrahlung wurde noch nicht gesendet.
| Nr. (ges.) | Nr. (St.) | Deutscher Titel | Originaltitel         | Erstausstrahlung UK | Deutschsprachige Erstausstrahlung (—) | Regie              | Drehbuch                                     |
| ---------- | --------- | --------------- | --------------------- | ------------------- | ------------------------------------- | ------------------ | -------------------------------------------- |
| 19         | 1         | —               | Liamday               | 3. Jan. 2006        | —                                     | Catherine Morshead | Daniel Brockelhurst                          |
| 20         | 2         | —               | Dark Friends          | 10. Jan. 2006       | —                                     | Catherine Morshead | Daniel Brockelhurst                          |
| 21         | 3         | —               | Baby                  | 17. Jan. 2006       | —                                     | Jim O’Hanlon       | Bob Mills & Jim Poyser                       |
| 22         | 4         | —               | Benefit Fraud         | 24. Jan. 2006       | —                                     | Catherine Morshead | Amanda Cole                                  |
| 23         | 5         | —               | Old Flame             | 31. Jan. 2006       | —                                     | Jim O’Hanlon       | Daniel Brockelhurst                          |
| 24         | 6         | —               | In With The Maguire's | 7. Feb. 2006        | —                                     | David Threlfall    | Emma Frost                                   |
| 25         | 7         | —               | Act Your Age          | 14. Feb. 2006       | —                                     | Paul Norton Walker | Amanda Cole Idee: Amanda Cole & Phil Nodding |
| 26         | 8         | —               | The Wedding           | 21. Feb. 2006       | —                                     | Paul Norton Walker | Amanda Cole                                  |

## Staffel 4
Die Erstausstrahlung der vierten Staffel war vom 9. Januar bis zum 27. Februar 2007 auf dem britischen Fernsehsender Channel 4 zu sehen. Eine deutschsprachige Erstausstrahlung wurde noch nicht gesendet.
| Nr. (ges.) | Nr. (St.) | Deutscher Titel | Originaltitel       | Erstausstrahlung UK | Deutschsprachige Erstausstrahlung (—) | Regie              | Drehbuch                   |
| ---------- | --------- | --------------- | ------------------- | ------------------- | ------------------------------------- | ------------------ | -------------------------- |
| 27         | 1         | —               | New Beginnings      | 9. Jan. 2007        | —                                     | Paul Norton Walker | Emma Frost                 |
| 28         | 2         | —               | New Romances        | 16. Jan. 2007       | —                                     | Paul Norton Walker | Emma Frost                 |
| 29         | 3         | —               | You Decide          | 23. Jan. 2007       | —                                     | Paul Norton Walker | Stephen Russell            |
| 30         | 4         | —               | The Runaway         | 30. Jan. 2007       | —                                     | Noreen Kershaw     | Jack Thorne                |
| 31         | 5         | —               | Boys, Boys, Boys    | 6. Feb. 2007        | —                                     | David Threlfall    | Jim O’Hanlon & Amanda Cole |
| 32         | 6         | —               | Dangerous Situation | 13. Feb. 2007       | —                                     | David Threlfall    | Ed McCardie                |
| 33         | 7         | —               | Terrorist Target    | 20. Feb. 2007       | —                                     | Noreen Kershaw     | Emma Frost                 |
| 34         | 8         | —               | Revelations         | 27. Feb. 2007       | —                                     | Lawrence Till      | Paul Abbott                |

## Staffel 5
Die Erstausstrahlung der fünften Staffel fand zwischen dem 1. Januar und dem 15. April 2008 auf dem britischen Fernsehsender Channel 4 statt. Eine deutschsprachige Erstausstrahlung wurde noch nicht gesendet.
| Nr. (ges.) | Nr. (St.) | Deutscher Titel | Originaltitel              | Erstausstrahlung UK | Deutschsprachige Erstausstrahlung (—) | Regie              | Drehbuch            |
| ---------- | --------- | --------------- | -------------------------- | ------------------- | ------------------------------------- | ------------------ | ------------------- |
| 35         | 1         | —               | The Countdown              | 1. Jan. 2008        | —                                     | David Threlfall    | Ed McCardie         |
| 36         | 2         | —               | Other Paddy                | 8. Jan. 2008        | —                                     | David Threlfall    | Stephen Russell     |
| 37         | 3         | —               | Happy Birthday, Ma Maguire | 15. Jan. 2008       | —                                     | Paul Norton Walker | Stephen Russell     |
| 38         | 4         | —               | Frank's Big Win            | 22. Jan. 2008       | —                                     | Paul Norton Walker | Jack Lothian        |
| 39         | 5         | —               | Beach Party                | 29. Jan. 2008       | —                                     | Lawrence Till      | Malcolm Campbell    |
| 40         | 6         | —               | Nowhere To Go              | 7. Feb. 2008        | —                                     | Lawrence Till      | Ben Charles Edwards |
| 41         | 7         | —               | Brothers and Boyfriends    | 14. Feb. 2008       | —                                     | Fraser MacDonald   | Stephen Russell     |
| 42         | 8         | —               | I Love Frank               | 21. Feb. 2008       | —                                     | Fraser MacDonald   | Ed McCardie         |
| 43         | 9         | —               | Absent Parents             | 28. Feb. 2008       | —                                     | Jim Loach          | Emma Frost          |
| 44         | 10        | —               | Old Friends, New Enemies   | 6. März 2008        | —                                     | Jim Loach          | Jack Lothian        |
| 45         | 11        | —               | Twin                       | 13. März 2008       | —                                     | David Threlfall    | Stephen Russell     |
| 46         | 12        | —               | Family At War              | 20. März 2008       | —                                     | Lawrence Till      | Malcolm Campbell    |
| 47         | 13        | —               | Date A Death               | 27. März 2008       | —                                     | Lawrence Till      | Sarah Hooper        |
| 48         | 14        | —               | The Ties That Blind Us     | 1. Apr. 2008        | —                                     | David Threlfall    | Ed McCardie         |
| 49         | 15        | —               | Assault                    | 8. Apr. 2008        | —                                     | Paul Norton Walker | Ed McCardie         |
| 50         | 16        | —               | The Ninth Time Around      | 15. Apr. 2008       | —                                     | Paul Norton Walker | Stephen Russell     |

## Staffel 6
Die Erstausstrahlung der sechsten Staffel war vom 27. Januar bis zum 12. Mai 2009 auf dem britischen Fernsehsender Channel 4 zu sehen. Eine deutschsprachige Erstausstrahlung wurde noch nicht gesendet.
| Nr. (ges.) | Nr. (St.) | Deutscher Titel | Originaltitel                  | Erstausstrahlung UK | Deutschsprachige Erstausstrahlung (—) | Regie              | Drehbuch                  |
| ---------- | --------- | --------------- | ------------------------------ | ------------------- | ------------------------------------- | ------------------ | ------------------------- |
| 51         | 1         | —               | Remember Me                    | 27. Jan. 2009       | —                                     | David Richardson   | Ed McCardie               |
| 52         | 2         | —               | Trouble In Paradise            | 3. Feb. 2009        | —                                     | David Threlfall    | Sarah Hooper              |
| 53         | 3         | —               | All Rise                       | 10. Feb. 2009       | —                                     | David Richardson   | Jimmy Dowdall             |
| 54         | 4         | —               | Loving Wife                    | 17. Feb. 2009       | —                                     | David Threlfall    | Ed McCardie               |
| 55         | 5         | —               | Miscarriage of Marriage        | 24. Feb. 2009       | —                                     | Paul Norton Walker | Tom Higgins               |
| 56         | 6         | —               | Breaking Point                 | 3. März 2009        | —                                     | Paul Norton Walker | Jack Lothian              |
| 57         | 7         | —               | Always Leave Them Wanting More | 10. März 2009       | —                                     | Lawrence Till      | Ian Kershaw               |
| 58         | 8         | —               | Damaged                        | 17. März 2009       | —                                     | Lawrence Till      | Davey Jones               |
| 59         | 9         | —               | The Darkest Hour               | 24. März 2009       | —                                     | Paul Norton Walker | Malcolm Campbell          |
| 60         | 10        | —               | To The Future                  | 31. März 2009       | —                                     | Paul Norton Walker | Tracy Brabin              |
| 61         | 11        | —               | Powerless                      | 7. Apr. 2009        | —                                     | David Threlfall    | Emma Taylor               |
| 62         | 12        | —               | Cold Turkey                    | 14. Apr. 2009       | —                                     | David Threlfall    | Tom Higgins & Kevin Erlis |
| 63         | 13        | —               | What About Me?                 | 21. Apr. 2009       | —                                     | Tony Slater Ling   | Paul Tomalin              |
| 64         | 14        | —               | Haunted By The Past            | 28. Apr. 2009       | —                                     | Tony Slater Ling   | Tom Higgins               |
| 65         | 15        | —               | Confession                     | 5. Mai 2009         | —                                     | Lawrence Till      | Ed McCardie               |
| 66         | 16        | —               | It's Over                      | 12. Mai 2009        | —                                     | Lawrence Till      | Alex Ganley               |

## Staffel 7
Die Erstausstrahlung der siebten Staffel wurde vom 26. Januar bis zum 11. Mai 2010 auf dem britischen Fernsehsender Channel 4 gesendet. Eine deutschsprachige Erstausstrahlung wurde noch nicht gesendet.
| Nr. (ges.) | Nr. (St.) | Deutscher Titel | Originaltitel                | Erstausstrahlung UK | Deutschsprachige Erstausstrahlung (—) | Regie           | Drehbuch         |
| ---------- | --------- | --------------- | ---------------------------- | ------------------- | ------------------------------------- | --------------- | ---------------- |
| 67         | 1         | —               | Perfectly Frank              | 26. Jan. 2010       | —                                     | David Threlfall | Tom Higgins      |
| 68         | 2         | —               | Gunshot                      | 2. Feb. 2010        | —                                     | David Threlfall | Emma Taylor      |
| 69         | 3         | —               | Out of Control               | 9. Feb. 2010        | —                                     | Lawrence Till   | Sarah Hooper     |
| 70         | 4         | —               | Toyboy                       | 16. Feb. 2010       | —                                     | Lawrence Till   | Kevin Erlis      |
| 71         | 5         | —               | The Things You Do For Love   | 23. Feb. 2010       | —                                     | Paul Walker     | Jack Lothian     |
| 72         | 6         | —               | From Chatsworth To Cuba      | 2. März 2010        | —                                     | Paul Walker     | Frank Rickarby   |
| 73         | 7         | —               | Reunited                     | 9. März 2010        | —                                     | Dominic Leclerc | Darren Fairhurst |
| 74         | 8         | —               | Marry Me (Part 1 of 3)       | 16. März 2010       | —                                     | Dominic Leclerc | Ian Kershaw      |
| 75         | 9         | —               | The Wild Wales (Part 2 of 3) | 23. März 2010       | —                                     | David Threlfall | Jimmy Dowdall    |
| 76         | 10        | —               | Great Dangers (Part 3 of 3)  | 30. März 2010       | —                                     | David Threlfall | Davey Jones      |
| 77         | 11        | —               | Fallen Heroes                | 6. Apr. 2010        | —                                     | Lawrence Till   | Phil Charles     |
| 78         | 12        | —               | Boxer                        | 13. Apr. 2010       | —                                     | Lawrence Till   | Malcolm Campbell |
| 79         | 13        | —               | Keep It In The Family        | 20. Apr. 2010       | —                                     | Paul Walker     | Tom Higgins      |
| 80         | 14        | —               | Secret Relations             | 27. Apr. 2010       | —                                     | Paul Walker     | Sarah Hooper     |
| 81         | 15        | —               | The End of The Affair        | 4. Mai 2010         | —                                     | Metin Huseyin   | Ian Kershaw      |
| 82         | 16        | —               | Gang Wars                    | 11. Mai 2010        | —                                     | Metin Huseyin   | Tom Higgins      |

## Staffel 8
Die Erstausstrahlung der achten Staffel war vom 10. Januar bis zum 25. Oktober 2011 auf dem britischen Fernsehsender Channel 4 zu sehen. Eine deutschsprachige Erstausstrahlung wurde noch nicht gesendet.
| Nr. (ges.) | Nr. (St.) | Deutscher Titel | Originaltitel                | Erstausstrahlung UK | Deutschsprachige Erstausstrahlung (—) | Regie              | Drehbuch                    |
| ---------- | --------- | --------------- | ---------------------------- | ------------------- | ------------------------------------- | ------------------ | --------------------------- |
| 83         | 1         | —               | The Night Before             | 10. Jan. 2011       | —                                     | Dominic Leclerc    | Tom Higgins                 |
| 84         | 2         | —               | Missing                      | 11. Jan. 2011       | —                                     | Dominic Leclerc    |                             |
| 85         | 3         | —               | Where's Frank?               | 12. Jan. 2011       | —                                     | Lawrence Till      | Ian Kershaw                 |
| 86         | 4         | —               | Back Home                    | 13. Jan. 2011       | —                                     | Metin Huseyin      | Kevin Erlis                 |
| 87         | 5         | —               | Wedding of Disaster          | 14. Jan. 2011       | —                                     | Lawrence Till      | Ed McCardie                 |
| 88         | 6         | —               | Gangster Gallagher           | 18. Jan. 2011       | —                                     | Metin Huseyin      | Ed McCardie                 |
| 89         | 7         | —               | Kidnap and Ransom            | 25. Jan. 2011       | —                                     | Paul Norton Walker | Darren Fairhurst            |
| 90         | 8         | —               | Together In Heaven           | 1. Feb. 2011        | —                                     | Paul Norton Walker | Phil Charles                |
| 91         | 9         | —               | Maguire Meltdown             | 8. Feb. 2011        | —                                     | Andy McDonnell     | Frank Rickarby              |
| 92         | 10        | —               | Sickness and Health          | 15. Feb. 2011       | —                                     | Lawrence Till      | Tom Higgins                 |
| 93         | 11        | —               | Takeover                     | 22. Feb. 2011       | —                                     | Lawrence Till      | Ian Kershaw                 |
| 94         | 12        | —               | Sibling Rivalry              | 1. März 2011        | —                                     | Paul Norton Walker | Darren Fairhurst            |
| 95         | 13        | —               | Beginnings and Ends          | 8. März 2011        | —                                     | Paul Norton Walker | Kevin Erlis                 |
| 96         | 14        | —               | The Not-So Deceased          | 30. Aug. 2011       | —                                     | Michael Keillor    | Jimmy Dowdall               |
| 97         | 15        | —               | My Name Is Avril             | 6. Sep. 2011        | —                                     | Michael Keillor    | Ian Kershaw                 |
| 98         | 16        | —               | Frank Gallagher: Sent By God | 13. Sep. 2011       | —                                     | Sarah Punshon      | Tom Higgins & Lee Warburton |
| 99         | 17        | —               | Comebacks                    | 20. Sep. 2011       | —                                     | Paul Unwin         | Tom Higgins                 |
| 100        | 18        | —               | Frank In The Frame           | 27. Sep. 2011       | —                                     | Gordon Anderson    | Paul Abbott                 |
| 101        | 19        | —               | Moving Back                  | 4. Okt. 2011        | —                                     | Paul Unwin         | Kevin Erlis                 |
| 102        | 20        | —               | Career Criminal              | 11. Okt. 2011       | —                                     | Gordon Anderson    | Tom Higgins                 |
| 103        | 21        | —               | The Maguire Motto            | 18. Okt. 2011       | —                                     | Lawrence Till      | Ian Kershaw                 |
| 104        | 22        | —               | PC Gallagher                 | 25. Okt. 2011       | —                                     | Lawrence Till      | Jimmy Dowdall               |

## Staffel 9
Die Erstausstrahlung der neunten Staffel war vom 9. Januar bis zum 13. März 2012 auf dem britischen Fernsehsender Channel 4 zu sehen. Eine deutschsprachige Erstausstrahlung wurde noch nicht gesendet.
| Nr. (ges.) | Nr. (St.) | Deutscher Titel | Originaltitel          | Erstausstrahlung UK | Deutschsprachige Erstausstrahlung (—) | Regie             | Drehbuch                      |
| ---------- | --------- | --------------- | ---------------------- | ------------------- | ------------------------------------- | ----------------- | ----------------------------- |
| 105        | 1         | —               | The End of an Era      | 9. Jan. 2012        | —                                     | John Henderson    | Ed McCardie & Kevin Erlis     |
| 106        | 2         | —               | Save Chatsworth        | 10. Jan. 2012       | —                                     | Luke Watson       | Tom Higgins & Ed McCardie     |
| 107        | 3         | —               | Open To All            | 17. Jan. 2012       | —                                     | Andy McDonnell    | Ed McCardie                   |
| 108        | 4         | —               | Vendetta               | 24. Jan. 2012       | —                                     | Luke Watson       | Jonathan Harvey & Ed McCardie |
| 109        | 5         | —               | Cop Killer             | 31. Jan. 2012       | —                                     | Andy McDonnell    | Jimmy McDowall                |
| 110        | 6         | —               | Last Man Standing      | 7. Feb. 2012        | —                                     | Tim Whitby        | Mark Brotherhood              |
| 111        | 7         | —               | All Fall Down          | 14. Feb. 2012       | —                                     | Tim Whitby        | Karen Laws & Ed McCardie      |
| 112        | 8         | —               | Blackout               | 21. Feb. 2012       | —                                     | David Threlfall   | Ed McCardie                   |
| 113        | 9         | —               | Decision Time          | 28. Feb. 2012       | —                                     | Paul Cotter       | Tom Higgins                   |
| 114        | 10        | —               | Million Dollar Maguire | 6. März 2012        | —                                     | Justin Molotnikov | Jonathan Harvey & Ed McCardie |
| 115        | 11        | —               | Rescue Me              | 13. März 2012       | —                                     | Justin Molotnikov | Ed McCardie                   |

## Staffel 10
Die Erstausstrahlung der zehnten Staffel war vom 12. September bis zum 1. November 2012 auf dem britischen Fernsehsender Channel 4 zu sehen. Eine deutschsprachige Erstausstrahlung wurde noch nicht gesendet.
| Nr. (ges.) | Nr. (St.) | Deutscher Titel | Originaltitel         | Erstausstrahlung UK | Deutschsprachige Erstausstrahlung (—) | Regie           | Drehbuch                  |
| ---------- | --------- | --------------- | --------------------- | ------------------- | ------------------------------------- | --------------- | ------------------------- |
| 116        | 1         | —               | The Working Man       | 12. Sep. 2012       | —                                     | David Threlfall | Jimmy Dowdall             |
| 117        | 2         | —               | The World of Burger   | 13. Sep. 2012       | —                                     | Tim Whitby      | Ian Kershaw               |
| 118        | 3         | —               | The Brazilian Effect  | 19. Sep. 2012       | —                                     | Gordon Anderson | Mark Brotherhood          |
| 119        | 4         | —               | Who's The Mummy?      | 25. Sep. 2012       | —                                     | Gordon Anderson | Ed McCardie & Tom Higgins |
| 120        | 5         | —               | The Truth Will Out    | 3. Okt. 2012        | —                                     | Andy McDonnell  | Ed McCardie & Ben Newman  |
| 121        | 6         | —               | Secrets and Wives     | 10. Okt. 2012       | —                                     | Gordon Anderson | Jack Lothian              |
| 122        | 7         | —               | Business As Usual     | 17. Okt. 2012       | —                                     | Luke Watson     | Ed McCardie               |
| 123        | 8         | —               | What Are Friends For? | 24. Okt. 2012       | —                                     | Andy McDonnell  | Jimmy Dowdall             |
| 124        | 9         | —               | Great Rivalry         | 31. Okt. 2012       | —                                     | Andy McDonnell  | Ed McCardie               |
| 125        | 10        | —               | One Year On           | 1. Nov. 2012        | —                                     | Luke Watson     | Ed McCardie               |

## Staffel 11
Die Erstausstrahlung der elften Staffel fand vom 26. Februar bis zum 28. Mai 2013 auf dem britischen Fernsehsender Channel 4 statt. Eine deutschsprachige Erstausstrahlung wurde noch nicht gesendet.
| Nr. (ges.) | Nr. (St.) | Deutscher Titel | Originaltitel           | Erstausstrahlung UK | Deutschsprachige Erstausstrahlung (—) | Regie              | Drehbuch                       |
| ---------- | --------- | --------------- | ----------------------- | ------------------- | ------------------------------------- | ------------------ | ------------------------------ |
| 126        | 1         | —               | The Golden Empire       | 26. Feb. 2013       | —                                     | Paul Norton Walker | Jimmy Dowdall                  |
| 127        | 2         | —               | An Inspector Calls      | 5. März 2013        | —                                     | Dominic Leclerc    | Jack Lothian                   |
| 128        | 3         | —               | Money In Mind           | 12. März 2013       | —                                     | Paul Norton Walker | Mark Brotherhood               |
| 129        | 4         | —               | No-One's Perfect        | 19. März 2013       | —                                     | Dominic Leclerc    | Sean Conway                    |
| 130        | 5         | —               | Risky Business          | 26. März 2013       | —                                     | Daikin Marsh       | Mark Brotherhood               |
| 131        | 6         | —               | Death and Erasures      | 2. Apr. 2013        | —                                     | Gordon Anderson    | Jack Lothian                   |
| 132        | 7         | —               | Crime and Punishment    | 9. Apr. 2013        | —                                     | Paul Norton Walker | Jimmy Dowdall                  |
| 133        | 8         | —               | Grandaddy Gallagher     | 16. Apr. 2013       | —                                     | David Threlfall    | Loren McLaughlan & Amy Roberts |
| 134        | 9         | —               | Domesticated Specialist | 23. Apr. 2013       | —                                     | Daikin Marsh       | John Kerr                      |
| 135        | 10        | —               | Crossing the Line       | 30. Apr. 2013       | —                                     | Gordon Anderson    | Melissa Bubnic                 |
| 136        | 11        | —               | The P Factor            | 7. Mai 2013         | —                                     | Luke Watson        | Jack Lothian                   |
| 137        | 12        | —               | Early Retirement        | 14. Mai 2013        | —                                     | Paul Norton Walker | Jimmy Dowdall                  |
| 138        | 13        | —               | Kiss, Kiss, Bang, Bang  | 21. Mai 2013        | —                                     | Tim Whitby         | Loren McLaughlan & Amy Roberts |
| 139        | 14        | —               | End of the Line         | 28. Mai 2013        | —                                     | David Threlfall    | Jack Lothian                   |